# Koninklijke Muziekvereniging Veronica
De Koninklijke Muziekvereniging Veronica is een Nederlands fanfareorkest met het predicaat Koninklijk uit Zuidzande (prov. Zeeland), opgericht in 1874. Dit orkest speelt in de Vaandelafdeling; de hoogste afdeling binnen de Koninklijke Nederlandse Federatie van Muziekverenigingen (KNFM) in Nederland. 
Op 13 mei 1948 werd Veronica het predicaat “Koninklijke” toegekend als dank voor het spelen van het Wilhelmus bij de terugkeer van Koningin Wilhelmina in Nederland na de Tweede Wereldoorlog op 13 maart 1945 in Eede (Zeeuws-Vlaanderen).
De naam Veronica is afgeleid van het veldbloempje "veronica" of "ereprijs", dat ieder jaar weer opnieuw bloeit.